# Пхила, Агнесса
Агнесса Пхила (тайск. อักแนส พิลา, 1909 г., провинция Нонгкхай, Таиланд — 16.12.1940 г., Сонгхон, провинция Мукдахан, Таиланд) — блаженная Римско-Католической Церкви, монахиня женской конгрегации «Сёстры, возлюбившие святой крест», мученица.

## Биография
Пхила родилась в 1909 году в провинции Нонгкхай, Таиланд. В 1924 году приняла крещение с именем Маргарита. 7 декабря 1924 года выехала в Лаос, где она вступила в монашескую конгрегация Сестёр Возлюбивших Святой Крест. 10 ноября 1927 года она приняла монашесие обеты с именем Агнесса. С 1932 года Агесса стала преподавать в школе в селении Сонгкхон.
В 1940—1944 годах Таиланд находился в состоянии войны с французским Индокитаем. 25 декабря 1940 года местная полиция арестовала Агнессу Пхилу и обвинила её в шпионаже в пользу Франции. 26 декабря она вместе с другой монахиней Люцией Кхамбанг была расстреляна.

## Прославление
22 декабря 1989 года Римский папа Иоанн Павел II причислил сестру Агнессу Пхилу к лику блаженных в составе группы семи таиландских мучеников.
День памяти в Католической Церкви — 16 декабря.